# 蜜×蜜水果糖
《蜜×蜜水果糖》是由水波風南所作的少女漫畫。其漫畫由2004年起於《Sho-Comi》連載，單行本共有8集。其廣播劇CD及OVA分別於2005年1月及2006年4月推出。

## 故事概要
暑假打工時，柚留不小心得罪了蜂城學院九華科的煉夏可威，在開學時柚留成了可威的HONEY（僕人）。柚留雖然不願意，但是為了家里人的幸福生活，不得不聽從可威的命令。就在柚留以為自己成為HONEY的時候，才知道還要面對一個DROP的比賽，只有通過這場比賽才能被認可為真正的HONEY……

## 登場人物

### 主要人物
萩乃柚留（聲優：福圓美里）
出生日期：12月22日（摩羯座）
血型：A型
女主角，蜂城學院普通科1年級、後來加入九華科，煉夏可威的HONEY兼妻子。一名極為普通的女子高中生，成績、運動也非常差勁。自幼生於極為貧窮的家庭，所以假日經常打工，有一弟。
煉夏可威（聲優：鈴村健一）
出生日期：6月22日（巨蟹座）
血型：B型
男主角，蜂城學院九華科1年級，萩乃柚留的MASTER兼丈夫。名門煉夏家的獨生子，成績、運動也非常優秀，尤其是網球及籃球。家紋為蓮花。那由太的好朋友。
櫻樹那由太（聲優：菅沼久義）
出生日期：3月21日（白羊座）
血型：O型
可威的好朋友，蜂城學院九華科1年級，久喜絃青的MASTER。很支持柚留。和可威一樣喜歡籃球。家紋為櫻花。
久喜絃青（聲優：子安武人）
出生日期：9月21日（處女座）
血型：AB型
那由太的HONEY，蜂城學院九華科1年級，個性忠心耿耿，留長頭髮是為了保留那由太曾碰過的髮尾。家紋為菊花。
百合丘千駿（聲優：福山潤）
出生日期：7月7日（巨蟹座）
血型：A型
惟一沒有HONEY的MASTER，家紋為百合花，喜歡穿和服所以不穿制服、乘人力車上學。對可威與其說是崇拜，不如說是沈迷。個性非常可怕，很嫉妒可威的所有HONEY。
司竜茅架
出生日期：4月29日（金牛座）
血型：B型
曾短暫成為千駿的HONEY，名門司竜家的千金小姐。可威及那由太的青梅竹馬、可威的未婚妻，喜歡可威所以討厭柚留。患有先天性心臟病。

### 九華科的MASTER
維原紅亞
蜂城學院九華科1年級，典型的美少女，家紋為薔薇。
杜若蟻砂
蜂城學院九華科1年級，家紋為杜若，山咲芹的MASTER。
宇蘭凪
蜂城學院九華科1年級，宇蘭冴的雙胞胎兄長，家紋為蘭花，浦部愛的前任MASTER、被可威擊敗後成為浦部戀的MASTER（和冴對調）。
宇蘭冴
蜂城學院九華科1年級，宇蘭凪的雙胞胎弟弟，家紋為蘭花，浦部戀的前任MASTER、被可威擊敗後成為浦部愛的MASTER（和凪對調）。
緋周洸心
蜂城學院九華科1年級，家紋為向日葵，患有哮喘，日高未玖的MASTER。
鳥兜獨
蜂城學院九華科1年級，家紋為烏頭，雛子的MASTER。

### 九華科的HONEY
浦部愛
蜂城學院九華科1年級，凪的前任HONEY、冴的現任HONEY，浦部戀的雙胞胎姊姊。
浦部戀
蜂城學院九華科1年級，冴的前任HONEY、凪的現任HONEY，浦部愛的雙胞胎妹妹。
日高未玖
蜂城學院九華科1年級，洸心的HONEY，絃青的親戚。是一位很高的美女。

## 用語
- 九華科（九華科）

蜂城學院中開辨給貴族子弟的學校，「九華」代表蓮花、烏頭、向日葵、蘭花、薔薇、百合花、櫻花、杜若及菊花九個以花卉為家紋的家族。每一位就讀的貴族子弟（MASTER）都會有一為僕人（HONEY），HONEY主要負責協助MASTER的大小事務（例：當跑腿、拿書包）及學習。大部份HONEY都是被MASTER選中的普通科學生（例：萩乃柚留），但也有小部份是自小服待MASTER的（例：久喜絃青）。作為報酬，HONEY擁有學費的豁免權（由MASTER的家族代其支付）。
- DROP比賽（DROPゲーム）

九華科中MASTER之間的體肓競賽（例：籃球），以MASTER和HONEY為一組，最後一名的一組的HONEY便須被DROP掉（即被解僱）。被DROP掉的HONEY不能再次成為該MASTER的HONEY，但可以成為其他MASTER的HONEY。順帶一提，除了MASTER要求、DROP比賽、象徵HONEY身份的耳環被脫下及考試不及格外，誰都不可以DROP掉HONEY。

## DRAMA CD
Softgarage发行。
1. 2005年1月28日发行
2. 2005年5月27日发行
3. 2005年8月26日发行

## 游戏
《蜜×蜜水果糖 LOVE×LOVE HONEY LIFE》，Idea Factory（OTOMETE）于2006年4月6日发行的PS2用恋爱冒险游戏。CERO为12岁以上。

## OVA

### 工作人員
- 監督：東鄉光宏
- 腳本：香村純子
- 角色設計：村井孝司
- 音響監督：田中英行
- 作畫監督：小澤円
- 動畫製作：RADIX ACE ENTERTAINMENT
- 製作：Softgarage

### 主題歌
片頭曲
歌：／作詞：／作曲：粕谷昌一
片尾曲
歌：／作詞：／作曲：粕谷昌一、

## 外部連結
- 少女Comic官方網站
- 游戏官方網站
- OVA官方網站 （页面存档备份，存于）